# Schildmuur

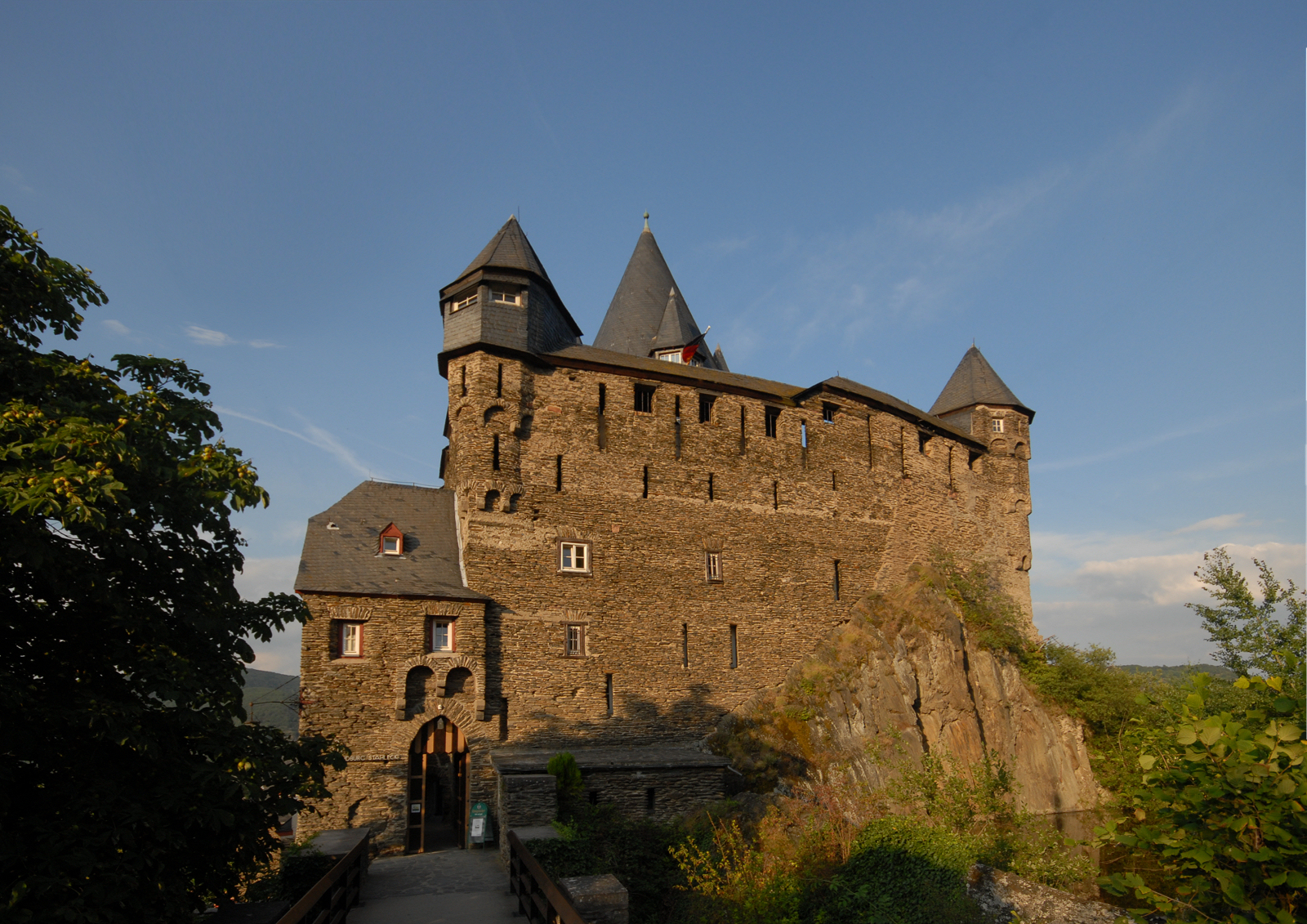
Schildmuur van Burg Stahleck in Bacharach.

Een schildmuur is de hoogste en dikste weermuur van een kasteel of burcht, als deze apart van de overige omsluitingsmuren is geplaatst. Een schildmuur heeft als doel het meest kwetsbare deel van een kasteel te beschermen tegen aanvallers. Als een schildmuur in twee richtingen is geplaatst spreekt men ook wel van een hoge mantel of mantelmuur.  

## Geschiedenis
De bouw van schildmuren werd aan het eind van de 12e eeuw uiteindelijk mogelijk als reactie op toenemende inzet van zware belegeringswapens zoals de blijde. Een schildmuur kon in extreme gevallen tot twaalf meter dik zijn (Neuscharfeneck), de hoogte wel dertig meter. Op de  muurkroon bevond zich meestal een weergang, vanaf daar kon de verdediging vanaf twee waltorens gevoerd worden. Soms verving de schildmuur de donjon. In andere gevallen, werd de donjon midden achter de schildmuur geplaatst.